# Oto
Oto či Ota je česká forma germánského jména Otto. Jméno Otto je pokládáno za zkrácenou domáckou formu jmen začínajících písmeny Aud- jako Otokar, Otomar, Otfried atd. Vykládá se jako hojnost, bohatství, majetek.
Ženská varianta je Odeta i Otilie.

## Data jmenin
- v českém kalendáři 26. dubna

## Skloňování
- Ota — v 2. pádě tvar Oty
- Oto — v 2. pádě tvar Oty a i Ota

## Domácké podoby
Otík, Otka, Otan, Oťas

## V jiných jazycích
- Slovensky : Oto
- Polsky : Otton
- Německy : Otto, Odon
- Francouzsky : Otton, Otho(a)
- Italsky : Otto(ne)
- Španělsky : Oton
- Anglicky : Otto, Odo
- Maďarsky : Ottó
- Starogermánsky : Odo, Audo

## Významné osoby se jménem Ota
- Konrád II. Ota (1136/1141–1191) – český kníže (1182 a 1189–1191) a markrabě moravský
- Ota (pražský biskup) († 1148)
- Ota I. – více osob, rozcestník
- Ota I. Veliký (912-973) – první císař Svaté říše římské
- Ota II. (955-983) – císař Svaté říše římské
- Ota II. Bavorský (1206-1253) – bavorský vévoda (1231–1253) a rýnský falckrabě
- Ota II. Olomoucký – kníže olomouckého a brněnského údělu, syn Oty I. Olomouckého a Eufemie Uherské
- Ota III. (980-1002) – římský král a císař římské říše z dynastie Liudolfingů
- Ota III. Braniborský (Otto III. der Fromme; 1215-1267) – markrabě braniborský
- Ota III. Dětleb (1122-1160) – kníže olomouckého údělu
- Ota III. Dolnobavorský (1261-1312) – dolnobavorský vévoda
- Ota III. Korutanský (1265?-1310) – korutanský vévoda a tyrolský hrabě
- Ota IV. Braniborský (Otto IV. mit dem Pfeil; asi 1238?-1309) – markrabě braniborský
- Ota IV. Brunšvický (1175/1176-1218) – král římský, císař Svaté říše římské a král italský
- Ota IV. Burgundský (1248-1302) – hrabě burgundský
- Ota V. Bavorský (1346/1347-1379) – bavorský vévoda a braniborský kurfiřt
- Ota V. Braniborský („Dlouhý“; asi 1246-1299) – markrabě braniborský
- Ota VII. z Andechsu († 1234) – hrabě burgundský a vévoda meranský
- Ota VIII. z Wittelsbachu (1180-1209) – bavorský falckrabě
- Ota Bavorský – více osob, rozcestník
- Ota Braniborský – více osob, rozcestník
- Ota Durynský († 1314) – opat Zbraslavského kláštera a jeden z autorů Zbraslavské kroniky
- Ota z Freisingu (1112-1158) – biskup ve Freisingu a středověký kronikář
- Ota Habsburský zvaný Veselý (Otto IV., der Fröhliche; 1301-1339) – vévoda rakouský, štýrský a korutanský
- Ota Magdeburský (1191-1226) – probošt v Magdeburku
- Ota Hofman – český spisovatel, dramatik a scenárista
- Ota Koval – český režisér, scenárista a herec
- Ota Ornest – český divadelní dramaturg, režisér, herec a překladatel
- Ota Pavel – český prozaik, novinář a sportovní reportér
- Ota Šik – byl český ekonom a politik pražského jara
- Ota Váňa – český kytarista
- Ota Zaremba – český vzpěrač

## Významné osoby se jménem Oto
- Oto Biederman – český sériový vrah
- Oto Ševčík – český herec a režisér